# Liste der Monuments historiques in Lussac-les-Châteaux
Die Liste der Monuments historiques in Lussac-les-Châteaux führt die Monuments historiques in der französischen Gemeinde Lussac-les-Châteaux auf.

## Liste der Bauwerke
| Bezeichnung         | Beschreibung                           | Standort                   | Kennzeichnung | Schutzstatus | Datum | Bild           |
| ------------------- | -------------------------------------- | -------------------------- | ------------- | ------------ | ----- | -------------- |
| Haus                | mit Wandmalereien des 15. Jahrhunderts | 12 rue Saint-Michel (Lage) | PA00125693    | Inscrit      | 1993  |                |
| Grotte de La Marche | Prähistorisch                          | (Lage)                     | PA00105516    | Classé       | 1970  | weitere Bilder |
| Grotte Ermitage     | Paläolithikum                          | (Lage)                     | PA00105515    | Inscrit      | 1929  |                |
| Ehemaliges Schloss  |                                        | (Lage)                     | PA00105514    | Inscrit      | 1928  | weitere Bilder |

## Liste der Objekte
- Monuments historiques (Objekte) in Lussac-les-Châteaux in der Base Palissy des französischen Kultusministeriums